# بيث سوليفان
بيث سوليفان (بالإنجليزية: Beth Sullivan)‏ هي منتجة تلفزيونية وكاتبة سيناريو أمريكية، ولدت في 29 أغسطس 1949 في بربانك في الولايات المتحدة.

## وصلات خارجية
- بيث سوليفان على موقع IMDb (الإنجليزية)
- بيث سوليفان على موقع قاعدة بيانات الفيلم (الإنجليزية)
- بيث سوليفان على موقع كينوبويسك (الروسية)